# Морница
Морница (устар. Марница) — река в России, протекает по Череповецкому району Вологодской области. Вытекает из озера Мороцкого с южного берега и впадает в озеро Мелковское с северного берега. Длина реки составляет 13 км.
В бассейне Морницы есть 5 рек длиной менее 10 км, их общая длина — 14 км. Также имеется 15 озёр общей площадью 9,80 км².
Нижняя часть течения находится на территории Дарвинского заповедника.

## Данные водного реестра
По данным государственного водного реестра России относится к Верхневолжскому бассейновому округу, водохозяйственный участок реки — Рыбинское водохранилище до Рыбинского гидроузла и впадающие в него реки, без рек Молога, Суда и Шексна от истока до Шекснинского гидроузла, речной подбассейн реки — Реки бассейна Рыбинского водохранилища. Речной бассейн реки — (Верхняя) Волга до Куйбышевского водохранилища (без бассейна Оки).
Код объекта в государственном водном реестре — 08010200412110000007294.